# 鹰嘴马先蒿
鹰嘴马先蒿（学名：Pedicularis aquilina）是列当科马先蒿属的植物，为中国的特有植物。分布在中国大陆的云南等地，生长于海拔2,000米的地区，目前尚未由人工引种栽培。